# متحف العبيد
متحف العبيد أحد متاحف منطقة الحدود الشمالية عرعر , أسسه عبد العزيز سليمان العبيد، يتكون المتحف من ثلاث قاعات تضم مجموعة من القطع التراثية معروضة داخل فتارين زجاجية وتم عرض بعضها على الأرض مباشرة كما علق البعض منها على الجدران، ومن أهم المقتنيات التي يضمها المتحف مجموعة من الكتب القيمة والتراثية وكذلك مجموعة من أدوات الحرب تتمثل في بعض السيوف والبنادق والخناجر، كما يضم أدوات الزينة والحلي بالنسبة للنساء .
بالإضافة إلى الأواني المنزلية التي كانت تستخدم قديما وبعض من الأحجار الكريمة والعملات وكذلك مجموعة من الآلات السمعية والطربية بالإضافة إلى بعض السبح والقلائد والفوانيس والمباخر والمحابر والموازين والجرار والدوافير والأختام.

## وصلات خارجية
- متحف العبيد
- منزل العبيد متحف